# Рожанка (річка)
Рожа́нка — річка в Українських Карпатах, у Славській селищній громаді Стрийського району Львівської області. Права притока Опору (басейн Дністра).

## Опис
Довжина річки 22 км, площа басейну 89 км². Річище слабозвивисте, заплава місцями одностороння. Річка типово гірська — зі швидкою течією, численними перекатами та кам'янистим дном. Після рясних дощів або раптової відлиги бувають паводки, іноді досить руйнівні. 

## Розташування
Витоки розташовані на північних схилах східної частини Вододільного хребта, неподалік від місця, де сходяться межі трьох областей: Львівської, Івано-Франківської та Закарпатської. Річка тече серед гір Сколівських Бескидів спершу на північний захід, потім на північний схід, північ і знову на північний захід. Впадає до Опору між смт Славське і селом Тухлею. 
Рожанка тече через села: Верхня Рожанка і Нижня Рожанка.

## Притоки
- Крем'янка (Кшемянка) — права притока. Бере початок на південному заході від урочища Колавище Тече переважно на північний захід і у селі Верхня Рожанка впадає у річку Рожанку[1].
- Кривий — права притока
- Рожаночка — права притока